# Бережний Геннадій Анатолійович
Генна́дій Анато́лійович Бережни́й (нар. 13 лютого 1968 — 18 вересня 2014) — прапорщик Збройних сил України; учасник російсько-української війни.

## Життєвий шлях
Народився 1968 року в місті Нікополь (Дніпропетровська область). Строкову службу проходив у радянській армії в НДР. Після здобуття Україною Незалежності працював директором Парку Металургів, займався власним бізнесом. На фронт пішов добровольцем під час мобілізації у серпні разом із своїм другом Русланом Безрідним. Розвідник розвідувальної роти 17-ї окремої танкової бригади.
Зник безвісти 18 вересня 2014 року поблизу смт Калинове Луганської області — розвідгрупа на БМП потрапила в засідку терористів. Під час вогневого протистояння бійці зазнали поранень та їх полонили. Разом з Сергієм у цьому бою загинули молодший сержант Олег Литовченко, молодший сержант Андрій Кравченко, старший солдат Андрій Сущевський, прапорщик та солдати Руслан Безрідний й Сергій Пронін. Розвідувальний дозор, у складі якого був сержант Віталій Капінус, прикривав евакуацію поранених бійців; сержант Капінус у бою загинув.
Упізнаний за ДНК-експертизою. 16 січня 2015 року воїна поховали в Нікополі.
Залишились батьки, дружина, син та донька.

## Нагороди і вшанування
За особисту мужність і героїзм, виявлені у захисті державного суверенітету та територіальної цілісності України, вірність військовій присязі під час російсько-української війни, відзначений — нагороджений
- 22 вересня 2015 року — орденом «За мужність» III ступеня (посмертно)[1]
- відзнакою Президента України «За участь в антитерористичній операції» (посмертно)[2]
- Вшановується в меморіальному комплексі «Зала пам'яті», в щоденному ранковому церемоніалі 18 вересня[3]